# Льгово (Рязанская область)
Льго́во — село Рязанского района Рязанской области России. Административный центр Льговского сельского поселения.

## География
Льгово расположено на берегу р. Ока.

## Топонимия
Происхождение названия села связывают обычно с именем рязанского князя Олега Ивановича, который многое сделал для поднятия силы и значения Льговского монастыря после татарского нашествия. Н. Л-в считает, что в основу названия села положено имя князя Олега, форма же Льгов объясняется им сокращением формы Ольгов, выпадением из начального «О».
Профессор Д. В. Цветаев в докладе, прочитанном на заседании Рязанской ученой архивной комиссии, высказал мысль о том, что название населённого пункта и монастыря не связано с именем князя Олега, что форма Ольгов является более поздней, возникает под влиянием имени «славянского воссоздателя и благотворителя монастыря», что название Ольгов вытеснило Льгов.
Рязанский князь Олег Иванович (1350—1402) действительно очень много сделал для укрепления мощи Льгова монастыря. Однако, название села не связано с его именем. Монастырь и село существовали до Олега. Основал монастырь не Олег. На месте села существовал город Льгов. Если бы название дано было по имени князя Олега, то в древних памятниках, несомненно, была бы отмечена форма Ольгов. Однако эту форму мы встречаем лишь в документах XIX века.
Название Льгов очень распространено на Руси. И. Е. Забелин считает, что Льгов происходит от льга, льзя — «легкость», «свобода».

## История
Современное село Льгово находится на месте древнейшего в Рязанском крае города Ольгов. Его не следует путать с Новым городком Ольговом у впадения Прони в Оку.
В 1597 году Льгово значится как пустошь, а в писцовых книгах 1629/1630 гг. уже как село «Старое Льгово» в числе вотчин Ольгова монастыря, находящегося близ села на крутом берегу Оки и основанного около 1220 г. великим князем Рязанским Ингварем Игоревичем после трагедии в Исадах.

## Население
| 1859 | 1897  | 1906  | 2010  |
| ---- | ----- | ----- | ----- |
| 1252 | ↗2091 | ↗2761 | ↘1739 |

## Люди, связанные с селом
- Полонский, Яков Петрович (1819—1898) — русский поэт и прозаик. Его могила в период с 1898 по 1958 год была в Ольговом монастыре.
- Игнатий (Румянцев) (род. 1971) — епископ Уваровский и Кирсановский. Был настоятелем храма в селе (2002—2004).
- Гавриил (Городков) (1785—1862) — архиепископ Рязанский и Зарайский. Настоятель в Ольговом монастыре в 1858—1862 гг. Здесь же был и погребён.
- Леонид (Зарецкий) (1802—1885) — епископ Екатеринославский и Таганрогский. C 1864 года был в Ольговом монастыре.
- Парфений (Нарциссов) (1831—1909) — священник Русской Духовной Миссии в Иерусалиме, первый игумен Елеонской общины. C 1873 года по 1877 был в Ольговом монастыре.